# Pinocho, la leyenda
Pinocho, la leyenda es una película infantil de 1996 dirigida por Steve Barron, protagonizada por Martin Landau y Jonathan Taylor Thomas, siendo una adaptación al cine del cuento de Carlo Collodi.

## Sinopsis
Geppetto vive solo en una pequeña ciudad italiana. Su única compañía son las marionetas que fabrica con la madera de un bosque cercano, el mismo en el que un día talló en un tronco un corazón con su inicial y la de su amada Leone. Precisamente con ese tronco, Geppetto decide hacer su obra más bella: un muñeco tan perfecto que cobra vida por arte de magia y se convierte en su hijo, el travieso Pinocho.

## Reparto
- Martin Landau: Geppetto
- Jonathan Taylor Thomas: Pinocho
- Geneviève Bujold: Leona
- Udo Kier: Lorenzini
- Bebe Neuwirth: Felinet
- Rob Schneider: Volpe
- Corey Carrier: Lampwick
- Marcello Magni: Pastelero
- Dawn French: Esposa del pastelero
- Griff Rhys Jones: Tino
- John Sessions: Profesor
- Jean-Claude Drouot: Magistrado
- Jean-Claude Dreyfus: Capataz
- Teco Celio: Esbirro

- Datos: Q336835